# Asota monycha
Asota monycha är en fjärilsart som beskrevs av George Francis Hampson 1892. Asota monycha ingår i släktet Asota och familjen nattflyn. Inga underarter finns listade i Catalogue of Life.

## Bildgalleri

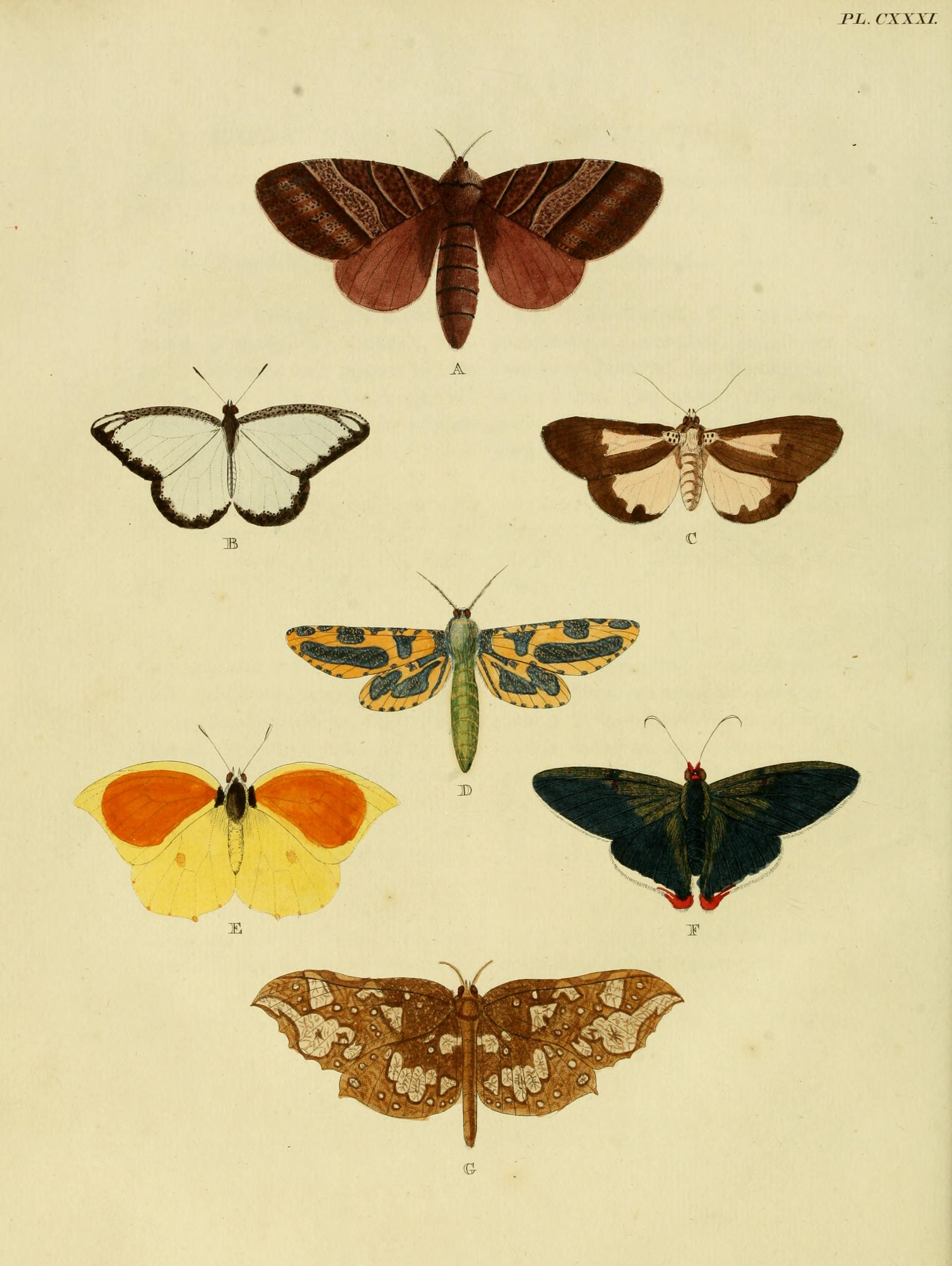